# 白鳥高原站
白鳥高原站（日语：／ Shirotori-kōgen eki */?）是位於岐阜縣郡上市白鳥町二日町字清水垣内，長良川鐵道的越美南線車站。車站編號是35。

## 歷史
- 1955年（昭和30年）8月1日 - 國鐵開設二日町站[1]。
- 1986年（昭和61年）12月11日 - 國鐵越美南線由長良川鐵道接管，成為長良川鐵道車站[1]。
- 1996年（平成8年）10月1日 - 車站改名為白鳥高原站[2]。

## 車站構造
車站是一座地面車站，設有1面1線單式月台。候車室位於月台中央。
此站是無人車站。

## 車站周邊
車站附近設有長良川流過。周邊設有農地和民居。
- 國道156號
- 郡上市立北濃小學（日语：郡上市立北濃小学校）
- 郡上市自主運行巴士（日语：郡上市自主運行バス）「白鳥高原站前」巴士站

## 相鄰車站
長良川鐵道
越美南線
美濃白鳥（34）－白鳥高原（35）－白山長瀧（36）

## 注腳
1. 1 2 3  曾根悟（監修）. 朝日新聞出版分冊百科編集部（編集） , 编. . 週刊朝日百科. 26号 長良川鉄道・明知鉄道・樽見鉄道・三岐鉄道・伊勢鉄道. 朝日新聞出版. 2011-09-18: 10-11 （日语）.
2. ↑  . 中日新聞（中農総合版） (中日新聞社). 1996-10-02: 17 （日语）.

## 外部連結
- 白山高原站｜【官方網站】長良川鐵道株式會社 （页面存档备份，存于）（日語）